# Stefan Jetz
Stefan Jetz (* 18. März 1947 in Altötting) ist ein deutscher Politiker (CSU).
Jetz besuchte die Volksschule und die Handelsschule, machte Ausbildungen im mittleren Verwaltungsdienst und im gehobenen Justizdienst. Er war von 1969 bis 1986 im gehobenen Justizdienst tätig.
1971 wurde Jetz Mitglied der CSU. Er war dort Orts- und Kreisvorsitzender. Er war Kreisrat und Stadtrat in Altötting, wo er von 1983 bis 1987 auch zweiter Bürgermeister war. 2002 wurde er stellvertretender Landrat des Landkreises Altötting. Er war 1989 auch Mitglied der Bundesversammlung. Von 1986 bis 2003 saß Jetz im Bayerischen Landtag, stets direkt gewählt im Stimmkreis Altötting.
Jetz ist zudem 1. Vorsitzender des Verbands der Königstreuen Bayern.
Am 17. Juli 2003 wurde ihm der Bayerische Verdienstorden verliehen.